# Tunnel de Paracuellos
Le tunnel du Paracuellos est un tunnel ferroviaire situé en Espagne passant sous le Sistema Iberíco. Il se trouve entre Calatayud et Saragosse, sur l'axe de la LGV (Madrid-Saragosse-Barcelone-Figueres).
Sa longueur est de 4 972 m, il fut ouvert en 2003.